# Cycas badensis
Cycas badensis es una especie de Cycadopsida del género Cycas, de la familia Cycadaceae, del orden Cycadales.

## Distribución
Cycas badensis se distribuye por Australia (Queensland).

## Taxonomía
Fue descrita científicamente por K.D.Hill. Fue publicado por primera vez en K.D.Hill. In: Telopea 7(1): 20-21, fig. 9. (1996).